# GEGL
GEGL (Generic Graphics Library) – biblioteka graficzna wykorzystywana do przetwarzania grafiki w programach komputerowych.
Jedną z najbardziej oczekiwanych możliwości jest obsługa więcej niż ośmiu bitów na kanał głębi kolorów, czyli 16 i 32 bpc. Posiada wygodne API i jest zaprojektowana tak, by wymagać jak najmniejszej liczby zależności.
W roku 2000 zaplanowano, że biblioteka GEGL będzie wykorzystywana w GIMP–ie. GIMP od wersji 2.6 (po włączeniu odpowiedniej opcji) może z niej korzystać do niektórych operacji. Zastępuje bibliotekę GDK, która obsługuje maksymalnie 8 bitów na kanał.
Możliwości:
- Przestrzenie barw (m.in.): RGB, CIELab, YCbCr.
- Głębia każdego kanału: 8bit, 16, 32 (float).

Wady:
- nie obsługuje CMYKa - najważniejszego standardu drukarskiego.